# Liste des lieux patrimoniaux de la Colombie-Britannique
Cet article recense les lieux patrimoniaux de la Colombie-Britannique inscrits au répertoire des lieux patrimoniaux du Canada, qu'ils soient de niveau provincial, fédéral ou municipal. Pour plus de commodité, la liste est divisée par districts régionaux ou municipalités locales. Étant donné qu'il existe plusieurs milliers de lieux patrimoniaux en Colombie-Britannique, ceci est un choix rédactionnel et non pas officiel.

## Listes
- Alberni-Clayoquot
- Bulkley-Nechako
- Capitale
  - Victoria
- Cariboo
- Central Coast
- Central Kootenay
- Central Okanagan
- Columbia-Shuswap
- Comox Valley
- Cowichan Valley
- East Kootenay
- Fraser-Fort George
- Fraser Valley
- Grand Vancouver
  - New Westminster
  - North Vancouver
  - Surrey
  - Vancouver
- Kitimat-Stikine
- Kootenay Boundary
- Mount Waddington
- Nanaimo
- North Okanagan
- Northern Rockies
- Okanagan-Similkameen
- Peace River
- Powell River
- Skeena-Queen Charlotte
- Squamish-Lillooet
- Stikine
- Strathcona
- Sunshine Coast
- Thompson-Nicola